# Kirsten Piils Kilde
Kirsten Piils Kilde er en kilde beliggende i Dyrehaven lige op til Dyrehavsbakken.

## Monumentet
Kilden blev efter en usikker overlevering opdaget af en i øvrigt ukendt Kirsten Piil i 1583. Efter fortællingen var Kirsten en from kvinde, som ved sit hellige levned gav kilden en særlig helbredende kraft, der fik syge til at valfarte til kilden for at drikke af vandet.
I 1732 blev kilden genfundet som tilsandet. Det er en følge af Dyrehavens indhegning i 1670, der hindrede adgangen til kilden. Den kongelige dansemester Brinckmann, der boede i hus sammen med parykmager J.C. Greve, finansierede en istandsættelse. Brudstykker af den sten med årstallet 1736, som de to herrer opsatte, er fundet senere og opsat i højre side af monumentet.
På den tid fik kilderne yderligere betydning. Mange boede i byer, hvor drikkevandet var dårligt. Specielt var det københavnske drikkevand meget ringere end det rene, kølige og friske vand fra kilderne i Dyrehaven, der derfor let kunne opfattes som helbredende.
Selv om Dyrehaven var kongens, havde gøglere og beværtere allerede i mange år ved kildetid slået deres telte op omkring Kirsten Piils Kilde. Kong Frederik V åbnede i 1746 officielt haven for offentligheden og gav i 1756 helt fri adgang "ligesom i forrige tider må det være alle skikkelige folk tilladt at indpassere og divertere sig i den kongelige Dyrehave." I 1750 blev kildens omgivelser atter fornyet, og de central placerede rocailler i sandsten tilkom da. Seneste restaureringer fandt sted i 1918 (plade til venstre) og i 1994 (inskription øverst).

## Fattigblok
Den øgede trafik til kilderne blev kædet sammen med sygdom og helbredelse, og kirkerne opsatte de såkaldte "fattigblokke" ved de stærkt trafikerede kilder. Fattigblokkene var pengeskrin af solid konstruktion, forsynet med en hængelås. Her kunne de forbipasserende vise deres godhed ved at lægge penge i.
I 1712 var penge fra en fattigblok ved Vangede Kilde med til at finansiere opførelsen af Gjentofte Hospital. I 1852 deltes hospitalet i to, så Gentofte og Lyngby fik hver sin bygning med otte sengepladser hver. I Lyngby kaldtes det "Vartou" og blev opført ved Lyngby Kirke.
Et hospital var på den tid et asyl for fattige, enker og andre, der ikke kunne klare sig selv. Det blev drevet af kirken som en slags fattiggård. De, der opholdt sig på hospitalet, blev kaldt "fattiglemmer" eller blot "lemmer". Pengene fra fattigblokken havde stor betydning for datidens socialvæsen. Da søgningen til Kirsten Piils Kilde formodentlig var større end til Vangede Kilde, blev fattigblokken i 1754 flyttet til Kirsten Piils Kilde.

## Dyrehavsbakken tager form
I mellemtiden havde stiftamtmanden, grev Conrad Ditlev Reventlow, i 1750 fået restaureret kildens omgivelser igen, og kilden løb igennem et rør af træ i en "armtyk" stråle. Søgningen til kilden var stor, og indtægterne steg år for år sikkert godt hjulpet af Frederik 4., der hvert år på Sankt Hans aften kom og drak af vandet, hvorefter han promenerede på Bakken og drak te på Eremitageslottet. De tre uger omkring sankthans blev til "kildetiden", der ud over konger og godtfolk tiltrak både gøglere, linedansere og spillemænd med deres telte og boder.
Skikken med kilderejser var forbundet med en del ritualer. Den rejsende skulle fx drikke vandet af et helt nyt lerkar og forlade stedet i nyt tøj. Den skik gav arbejde for pottemagere, og fattige kom for at få folks aflagte tøj.
Efterhånden som tilstrømningen til kilden tog til, blev pladsen omkring kilden for trang, og teltholderne flyttede gradvist over på Dyrehavsbakken, hvor de blev anvist pladser af overjægermesteren. Gøglet tog til i omfang og flyttede pengestrømmen fra fattigblokken over i teltholdernes lommer. For at sikre hospitalernes økonomi indførte jægermester, grev Christian Frederik Ernst Rantzau, derfor i samråd med pastor Siverud i 1744 en ordning, hvorefter teltholderne skulle melde sig hos skovrideren for at ansøge om en teltplads mod betaling. Denne betaling variede efter hvor lang tid, de ville opholde sig på Bakken, teltets størrelse, teltholderens indtægter og sikkert også efter placeringen af teltet. Der foregik en reel forhandling om placering og betaling. Den ordning blev det økonomiske fundament for hospitalet i de næste 200 år.
De gode indtægter der var at hente gav anledning til konkurrence om midler og kompetencer i denne anvisning. Politimesteren, der selv havde et telt på Bakken, ønskede i 1805 at overtage anvisningen med henvisning til hensynet til ro og orden. Amtmanden bragte sagen videre i hierarkiet til kongen, som ved kongelig resolution af 23. maj 1806 fastslog kompetencefordelingen for pladstildeling som hidtil dog med den ændring, at politimesteren fik mulighed for selv at bestemme, hvor hans telt skulle slås op.
Aftalen om afgifter fra teltholderne til brug for hospitalet var oprindeligt indgået mellem skovvæsenet og hospitalet. Den stadfæstedes nu i en kongelig resolution. I 1823 fik hospitalet status som privatretlig enhed, hvilket betød, at det frigjordes fra det almindelige fattigvæsen. Ved hjælp af Kongeloven af 1665 var den kongelige resolution nok også medvirkende til, at indtægterne fra stadepenge og fattigblok stadig gik til hospitalet selv efter 1911, hvor bidrag til fattigkassen ved forlystelser ophørte.
Allerede i 1910 var der utilfredshed med ordningen – denne gang fra hospitalets side. Skovvæsenet var begyndt at opkræve en særskilt lejeafgift fra teltholderne ud over hospitalets stadepenge for her at få en yderligere indtægt til skoven. Det betød, at der var tre modtagere af penge fra kassen: hospitalet, skovvæsenet og politimesteren. Han skulle have penge for tilladelser.
Da hospitalets fundats ændredes i 1947, tilkendegav skovvæsenet, at det ikke kunne acceptere en udvidelse af hospitalets rettigheder til stadepenge. Samtidig bredte utilfredsheden sig over, at pengene gik i to kasser. I 1958 kom det til en retssag, der resulterede i, at retten til at udskrive afgifter skulle blive hos politiet. Opkrævningen fortsatte til 1967, hvor justitsministeren pålagde politimesteren at ophøre med ordningen.
Forudsætningen for, at Gjentofte Hospital i hele denne periode havde fået del i pengene, var, at lemmerne gjorde rent på Bakken, når kildetiden var forbi. De skulle rydde pladsen og omgivelserne for affald efter sæsonen, således at Bakkens areal kunne indgå i Dyrehaven indtil næste sæson. Siden hen, da forretningerne på Bakken blev mere permanete, gjaldt kravet om oprydningen stadig, men nu var hovedopgaven at rive blade efter sæsonlukningen. På et tidspunkt var lemmerne imidlertid ikke længere i stand til at løse opgaven. Den løstes nu af skovdistriktet på entreprenørbasis, hvor skoven sendte regningen til Gjentofte Hospital. Omkostningerne var efterhånden løbet op i et beløb, der stort set svarede til de indtægter, hospitalet stadig fik fra teltholderne. Gjentofte Hospital var derfor utilfreds med ordningen og regningen fra skovdistriktet, og amtmand Strøm, der var formand, ville have sat afgiften fra teltholderne i vejret. Teltholderne nægtede at betale, og det førte til, at Gjentofte Hospital i 1979 anlagde en retssag mod teltholderne og skovdiskritet. I første omgang fik hospitalet medhold, men afgørelsen ankedes. Sagen kom for Østre Landsret i 1983, der i 1986 stadfæstede, at det var amtmanden, der på vegne af hospitalet skulle fastsætte og opkræve stadeafgifterne. Dommen ankedes til Højesteret, der i 1988 bestemte, at teltholderne ikke var pligtige til at betale til hospitalet. Hermed endte 200 års historie. Ejendommen Vartou ved Lyngby Kirke solgtes, og tilbage er kun ejendommen ved Gentofte Kirke.

## Nutiden
Som et kuriosum kan det nævnes at Gentofte Hospital intet har med Gjentofte-Lyngby Hospital at gøre. Derimod havde det betydning for Kirsten Piils Kilde, at Gentofte Hospital (dengang Amtssygehuset i Gentofte) blev opført. I 1927 var det nødvendigt at foretage vandboringer i Klampenborg Galopbanes arealer, hvorved vandstanden sænkedes så meget, at Kirsten Piils Kilde blev tørlagt. Kun ved hjælp af en rørlagt ledning fra Lyngby-Taarbæk Kommunes Vandforsyning springer kilden igen i dag.